# Neoclytus resplendens
Neoclytus resplendens är en skalbaggsart som beskrevs av Linsley 1935. Neoclytus resplendens ingår i släktet Neoclytus och familjen långhorningar. Inga underarter finns listade i Catalogue of Life.